# Big John Hamilton
Pour les articles homonymes, voir Hamilton et John Hamilton.
« Big John » Hamilton, né le 29 octobre 1916 à Asheville (Caroline du Nord) et mort le 5 décembre 1984 à San Antonio (Texas), est un acteur américain.

## Biographie
Par ailleurs restaurateur, John Hamilton (surnommé « Big John » car mesurant près de deux mètres) vient sur le tard au cinéma et contribue à onze films américains (dont six westerns), le premier étant Alamo (1960), de et avec John Wayne qu'il retrouve dans trois autres films réalisés par Andrew V. McLaglen, Le Grand McLintock (1963), Les Feux de l'enfer (1968) et Les Géants de l'Ouest (1969).
Ultérieurement, mentionnons Sugarland Express, premier long métrage de Steven Spielberg (1974, avec Goldie Hawn et William Atherton) et La Force de vaincre de Richard Fleischer (1983, avec Dennis Quaid et Warren Oates), son dernier film.
À la télévision américaine, outre un téléfilm diffusé en 1980, il apparaît dans six séries, depuis Gunsmoke (un épisode réalisé par le même McLaglen, 1956) jusqu'à Embarquement immédiat (un épisode, 1978). Dans l'intervalle, citons une autre série-western, Bonanza (un épisode, 1963).
Big John Hamilton meurt d'une crise cardiaque en 1984, à 68 ans.

## Filmographie partielle

### Cinéma
- 1960 : Alamo (The Alamo) de John Wayne : un homme de Bowie
- 1961 : Les Deux Cavaliers (Two Rode Together) de John Ford : un colon
- 1961 : New Mexico (The Deadly Companions) de Sam Peckinpah : un joueur
- 1963 : Le Grand McLintock (McLintock!) d'Andrew V. McLaglen : Fauntleroy Sage
- 1968 : Bandolero ! d'Andrew V. McLaglen : un client de la banque
- 1968 : Les Feux de l'enfer (Hellfighters) d'Andrew V. McLaglen : Lipman
- 1969 : Les Géants de l'Ouest (The Undefeated) d'Andrew V. McLaglen : Mudlow
- 1974 : Sugarland Express (The Sugarland Express) de Steven Spielberg : « Big John »
- 1980 : Le Chinois (The Big Brawl) de Robert Clouse : le premier organisateur de combats
- 1983 : La Force de vaincre (Tough Enough) de Richard Fleischer : « Big John »

### Télévision
(séries, sauf mention contraire)
- 1956 : Gunsmoke ou Police des plaines (Gunsmoke ou Marshall Dillon), saison 2, épisode 13 Poor Pearl d'Andrew V. McLaglen : « Big John »
- 1963 : Bonanza, saison 5, épisode 7 Calamity (Calamity Over the Comstock) : un mineur
- 1978 : Embarquement immédiat (Flying High), saison unique, épisode 10 South by Southwest de Peter Hunt : « Big John »
- 1980 : Jake's Way, téléfilm de Richard Colla : rôle non spécifié

## Liens
- Ressource relative à l'audiovisuel :   - IMDb